# 豊栄町鍛冶屋
豊栄町鍛冶屋（とよさかちょうかじや）とは、広島県東広島市の大字。全域で住居表示未実施である。

## 概要
豊栄地区中央部、旧川源村村域内に位置している。旧豊栄町時代から町の中心機能が置かれた場所であり、豊栄町役場や豊栄小学校、豊栄中学校などを擁している。
町名はかつて鍛冶屋が町内に多かったことに由来するとされている。

## 沿革
- 1889年（明治22年）4月1日 - 町村制施行。豊田郡鍛冶屋村、清武村、安宿村が合併し、川源村が発足する。旧鍛冶屋村は「鍛冶屋」として川源村の大字となる[2][3]。
- 1944年（昭和19年）1月1日 - 豊田郡川源村と乃美村が合併し、豊栄村が発足する。鍛冶屋は豊栄村の大字となる[2][4]。
- 1949年（昭和24年）4月1日 - 豊栄村が単独で町制施行し、豊栄町となる[4]。
- 1956年（昭和31年）4月1日 - 豊栄町の所属郡が豊田郡から賀茂郡に変更になる[4]。
- 2005年（平成17年）2月7日 - 豊栄町他4町が東広島市に編入される。清武は「豊栄町清武」として東広島市の大字となる[5]。

## 交通

### 鉄道
町内に鉄道路線は通っていない。最寄り駅は向原駅（JR芸備線）であるが、駅までの公共交通機関はない。

### バス
芸陽バスの路線バスならびに、東広島市のコミュニティバス「豊栄そよかぜ号」が運行されている。

#### 芸陽バス
- 豊栄 - 久芳 - 造賀 - 篠 - 東広島医療センター - 西条駅
- 豊栄 - 久芳 - 造賀 - 西条駅
- 豊栄 - 久芳 - 造賀 - 近畿大学 - 高美が丘 - 西条駅
- 豊栄 - 久芳 - 戸野 - 河内駅

#### 豊栄そよかぜ号
- 清武西線
- 吉原線
- 飯田線
- 安宿線
- 能良・乃美陰地線

### 道路

#### 一般国道
- 国道375号線
- 国道486号線

国道375号線と国道486号線は、町内全区間で重複区間となっている。

## 施設・名所など
- 東広島市役所豊栄支所
- 認定こども園とよさか
- 東広島市立豊栄小学校
- 東広島市立豊栄中学校
- 豊栄市民グラウンド
- 東広島警察署豊栄駐在所
- 日光寺

## 学区
公立小・中学校に通学する場合、豊栄小学校ならびに豊栄中学校に通学することになる。

## 面積
2020年時点での面積は1.826440903km2である。

## 世帯数・人口
2024年11月末での世帯数は108世帯、人口は200人である。